# أولاد تيدرارين
أولاد تيدرارين هي قَبِيلةٌ عربيّةٌ أنصَاريةٌ منشؤُها المغرب، تستوطن منطقتي الساقية الحمراء ووادي الذهب. تنحدر من سِيدي حنين بن سرحان الأنصاري دفين منطقة المسيد.

## النَّسب والأَصل
جدّهم هُوَ حنين بن سرحان بن عبد الوليد بن الحسن بن محمد بن كلي بن أبي دجانة الأنصاري الخزرجي. وكان جده -أي حنين- من ضمن الفاتحين الذين قدموا مع عقبة بن نافع في حملته الأولى سنة 662 ميلادية 42 للهجرة، وفي تلك الحملة لم يعرج عقبة بن نافع على الساقية الحمراء، حيث اتخذ طريقا وسط الصحراء الوسطى إلى السودان الغربي، ووصل غربا إلى وادان وترك بها بعض أعوانه من المهاجرين والأنصار لنشر الإسلام وتحكيمه، فكان من بينهم جدٌّ من أجداد حنين ورجع عقبة إلى القيروان عبر ذات المسلك.
يقول الدكتور حمداتي شبيهنا ماء العينين بقوله: « فإنهم من الأصل العربي الذي لا جدال فيه، وأن نسبتهم إلى الأنصار هي ثابتة بتواتر الروايات الشفوية» 